# Vysoké Chvojno
Vysoké Chvojno là một làng thuộc huyện Pardubice, vùng Pardubický, Cộng hòa Séc.